# Лифлет

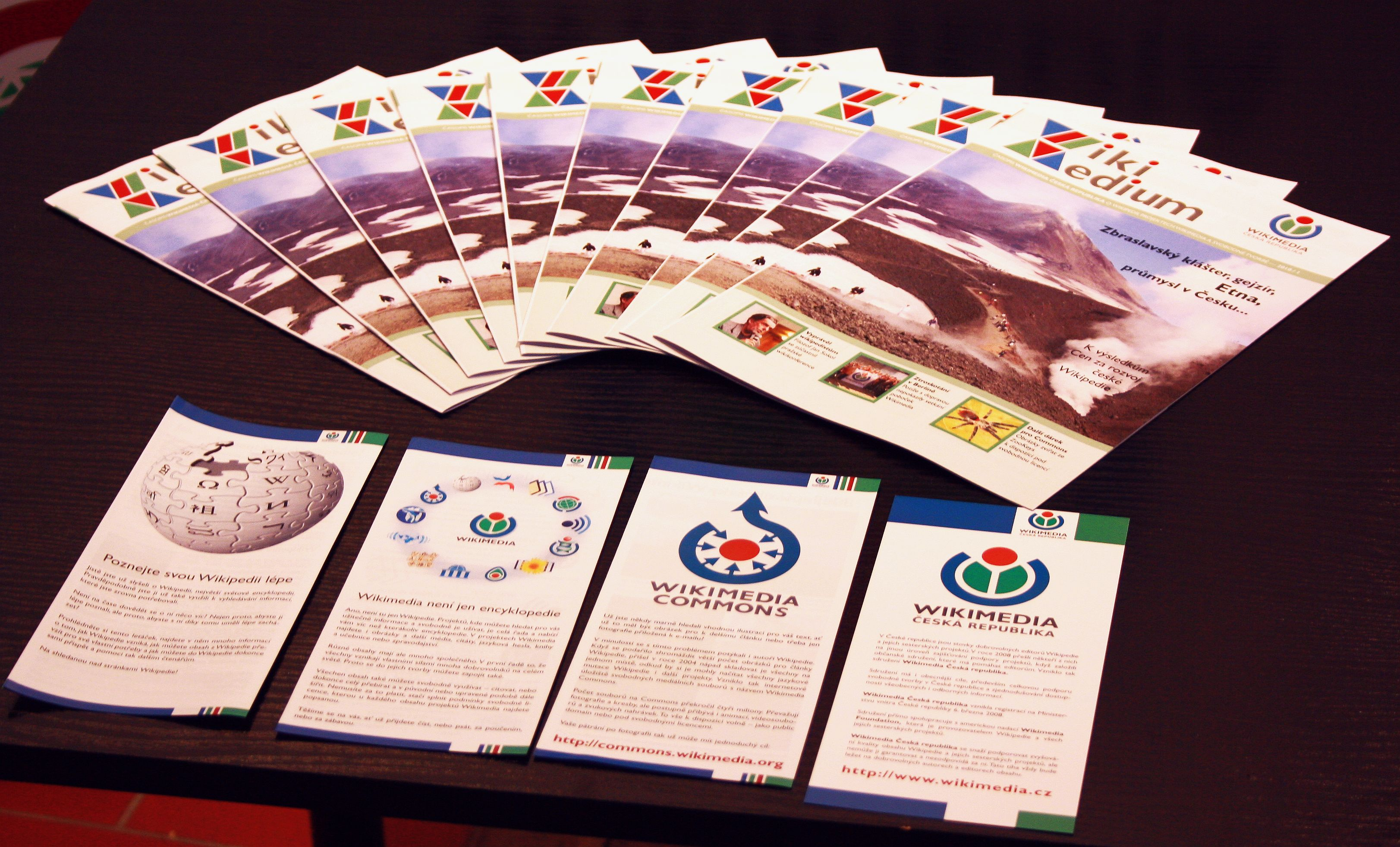
На переднем плане — лифлеты.

Лифле́т (англ. leaflet от leaf «лист»; дословно — «листовка») — двусторонний отпечатанный лист, как правило, с двумя или тремя фальцами, сложенный всевозможными способами, например: пополам, гармошкой, дельтаобразно или любым другим способом, подчёркивающим индивидуальность рекламного продукта.
Один из основных признаков лифлета — отсутствие каких-либо скрепляющих элементов: пружины, клея, скрепок.
В форме лифлета издаются краткие путеводители, рекламные проспекты, программы публичных мероприятий и тому подобное.
Лифлет в формате евроконверта идеально подходит для рассылки почтой. По этой причине лифлет такого формата иногда называют евробуклетом.
Как правило, лифлет — полноцветная печатная продукция, отпечатанная на мелованной бумаге плотностью 115—300 г/м², цифровым или офсетным способом в зависимости от необходимого тиража. При создании эксклюзивного рекламного проспекта возможно использование различных видов дизайнерских бумаг, а также элементы шелкографии, горячего тиснения фольгой, блинтового либо конгревного тиснения.